# Euploea chloe
Euploea chloe är en fjärilsart som beskrevs av Félix Édouard Guérin-Méneville 1843. Euploea chloe ingår i släktet Euploea och familjen praktfjärilar. Inga underarter finns listade i Catalogue of Life.